# Miha Zupan
Miha Zupan (Kranj, 13 settembre 1982) è un ex cestista sloveno, membro della comunità sorda.

## Carriera
Sordo sin dalla nascita, gioca comunque ad alti livelli in Europa. Essendo alto 2,03 m, viene impiegato come ala grande o, all'occorrenza, come centro.
Trascorre gran parte della sua infanzia in una scuola speciale per sordi, per imparare a parlare. Ha iniziato a giocare a pallacanestro soltanto a 14 anni. Notato da quello che diventerà il suo primo allenatore, diventa subito la stella della nazionale slovena per sordi. All'età di 17 anni, ha firmato il suo primo contratto con una squadra normale professionista, lo Slovan di Lubiana. Nella stagione 2005-2006 con il KD Slovan ha una media di 11,5 punti e 4,4 rimbalzi a partita nella Lega slovena. Le sue statistiche nell'Adriatic League sono forse ancor più impressionanti, considerando che ha giocato solo 23 minuti in quella competizione: infatti Zupan ha prodotto una media di 13,2 punti e 3,9 rimbalzi con un 47,3% nel tiro da tre punti.
Al termine della stagione, Zupan firma con l'Union Olimpija, anch'esso di Lubiana, potendo così realizzare il suo sogno di giocare in Eurolega; sogno che però rimane tale per diversi mesi in quanto il giocatore, prima di firmare per l'Union, non rescinde il contratto con lo Slovan e dunque il suo trasferimento fa nascere delle controversie tra le due squadre. La battaglia legale infuria fino al febbraio 2007, quando Union e Slovan trovano un accordo. Dopo aver pagato una multa allo Slovan, l'Union lo registra ufficialmente il 1º marzo del 2007.
Il 24 ottobre 2007 diviene il primo giocatore sordo in Eurolega, entrando nella partita persa dall'Olimpia per a 80-52 contro il Montepaschi Siena nella settimana di apertura della stagione regolare dell'Eurolega 2007-2008. Partito dalla panchina, segna 5 punti, cattura 3 rimbalzi e offre 2 assist in poco più di 13 minuti di impiego.
Nell'agosto 2009, viene acquistato dal club greco Trikala 2000.

## Palmarès
- Coppa di Slovenia: 2

Union Olimpija: 2008, 2009
- Coppa di Russia: 1

Spartak San Pietroburgo: 2010-2011